# March 751
O  751  é o modelo da March da temporada de 1975 da F1. Foi guiado por Vittorio Brambilla, Mark Donohue, Lella Lombardi e Hans Joachim Stuck.